# Hultsjön (Stjärnorps socken, Östergötland)
Hultsjön är en sjö i Linköpings kommun i Östergötland och ingår i Motala ströms huvudavrinningsområde. Sjön är 6 meter djup, har en yta på 0,167 kvadratkilometer och är belägen 83,9 meter över havet.

## Delavrinningsområde
Hultsjön ingår i det delavrinningsområde (649349-148036) som SMHI kallar för Mynnar i Roxen. Medelhöjden är 85 meter över havet och ytan är 37,93 kvadratkilometer. Det finns inga avrinningsområden uppströms utan avrinningsområdet är högsta punkten. Stjärnorpebäcken som avvattnar avrinningsområdet har biflödesordning 2, vilket innebär att vattnet flödar genom totalt 2 vattendrag innan det når havet efter 67 kilometer. Avrinningsområdet består mestadels av skog (53 procent), öppen mark (14 procent) och jordbruk (27 procent). Avrinningsområdet har 0,94 kvadratkilometer vattenytor vilket ger det en sjöprocent på 2,5 procent.